# Pic de Caoubère
Pic de Caoubère (lub Pic de la Caoubère) – szczyt górski położony we francuskiej części Pirenejów, w departamencie Pireneje Wysokie, na terenie gminy Barèges, około 20 km od granicy z Hiszpanią.